# Liste der Biografien/Ore
Liste der Biografien |
Portal Biografien |
Personensuche
# |
A |
B |
C |
D |
E |
F |
G |
H |
I |
J |
K |
L |
M |
N |
O |
P |
Q |
R |
S |
T |
U |
V |
W |
X |
Y |
Z |
?
 
Oa |
Ob |
Oc |
Od |
Oe |
Of |
Og |
Oh |
Oi |
Oj |
Ok |
Ol |
Om |
On |
Oo |
Op |
Oq |
Or |
Os |
Ot |
Ou |
Ov |
Ow |
Ox |
Oy |
Oz
 
Ora |
Orb |
Orc |
Ord |
Ore |
Orf |
Org |
Orh |
Ori |
Orj |
Ork |
Orl |
Orm |
Orn |
Oro |
Orp |
Orr |
Ors |
Ort |
Oru |
Orv |
Orw |
Orx |
Ory |
Orz
Die Liste der Biografien führt alle Personen auf, die in der deutschsprachigen Wikipedia einen Artikel haben. Dieses ist eine Teilliste mit 189 Einträgen von Personen, deren Namen mit den Buchstaben „Ore“ beginnt.

## Ore
- Ore, Adam (1855–1927), livländischer Organist und Komponist
- Ore, John (1933–2014), US-amerikanischer Jazzbassist
- Oré, Juan José (* 1954), peruanischer Fußballspieler
- Ore, Junior A. (* 1992), US-amerikanischer Tennisspieler
- Ore, Øystein (1899–1968), norwegischer Mathematiker

### Orea
- Orea, Juan de (1525–1581), spanischer Architekt und Bildhauer
- Oreamuno Bonilla, Francisco María (1801–1856), Präsident Costa Ricas
- Oreamuno y Muñoz de la Trinidad, Joaquín de (1755–1827), zentralamerikanischer Präsident
- Oréans, Karl (1863–1960), deutscher romanischer Philologe und Gymnasiallehrer

### Oreb
- Oreb, Midianiterfürst
- Orebiyi, Ola, britischer Filmschauspieler

### Orec
- Orecchia, Michele (1903–1981), italienischer Radrennfahrer
- Orechow, Alexander Pawlowitsch (* 2002), russischer Fußballspieler
- Orechow, Juri Grigorjewitsch (1927–2001), sowjetisch-russischer Bildhauer
- Orechow, Waleri (* 1999), kasachischer Eishockeyspieler
- Orechow, Wladimir (* 1956), litauischer Politiker
- Orechowa, Inga (* 1989), ukrainisch-österreichische Basketballspielerin
- Orechowa, Natalja Igorewna (* 1972), russische Freestyle-Skisportlerin
- Orechowski, Oleg Olegowitsch (* 1977), russischer Eishockeyspieler und -trainer
- Oreck, Don (1930–2006), US-amerikanischer Schauspieler
- Oreck, Sharon (* 1955), US-amerikanische Filmproduzentin
- Oreco (1932–1985), brasilianischer Fußballspieler

### Ored
- Oredsson, Sverker (1937–2018), schwedischer Historiker, Kommunalpolitiker und Hochschullehrer

### Oree
- O’Ree, Willie (* 1935), kanadischer Eishockeyspieler
- Oreel, Danker Jan (* 1962), niederländischer Comiczeichner und Illustrator

### Oref
- Oreffice, Gabriella (1893–1984), italienische Malerin
- Orefice, Antonio, italienischer Jurist und Komponist
- Orefice, Giacomo (1865–1922), italienischer Pianist und Komponist
- Orefici, Oscar (1946–2014), italienischer Journalist, Autor und Filmemacher des Automobilrennsports

### Oreg
- Øregaard, Jákup Frederik (1906–1980), färöischer Politiker der Sozialdemokraten (Javnaðarflokkurin)
- O’Regan, Anthony (1809–1866), irischstämmiger römisch-katholischer Geistlicher in den Vereinigten Staaten und dritter Bischof von Chicago
- O’Regan, Catherine (* 1957), südafrikanische Juristin
- O’Regan, Daniel (* 1994), US-amerikanischer EishockeyspielerDaniel O’Regan (* 1994)

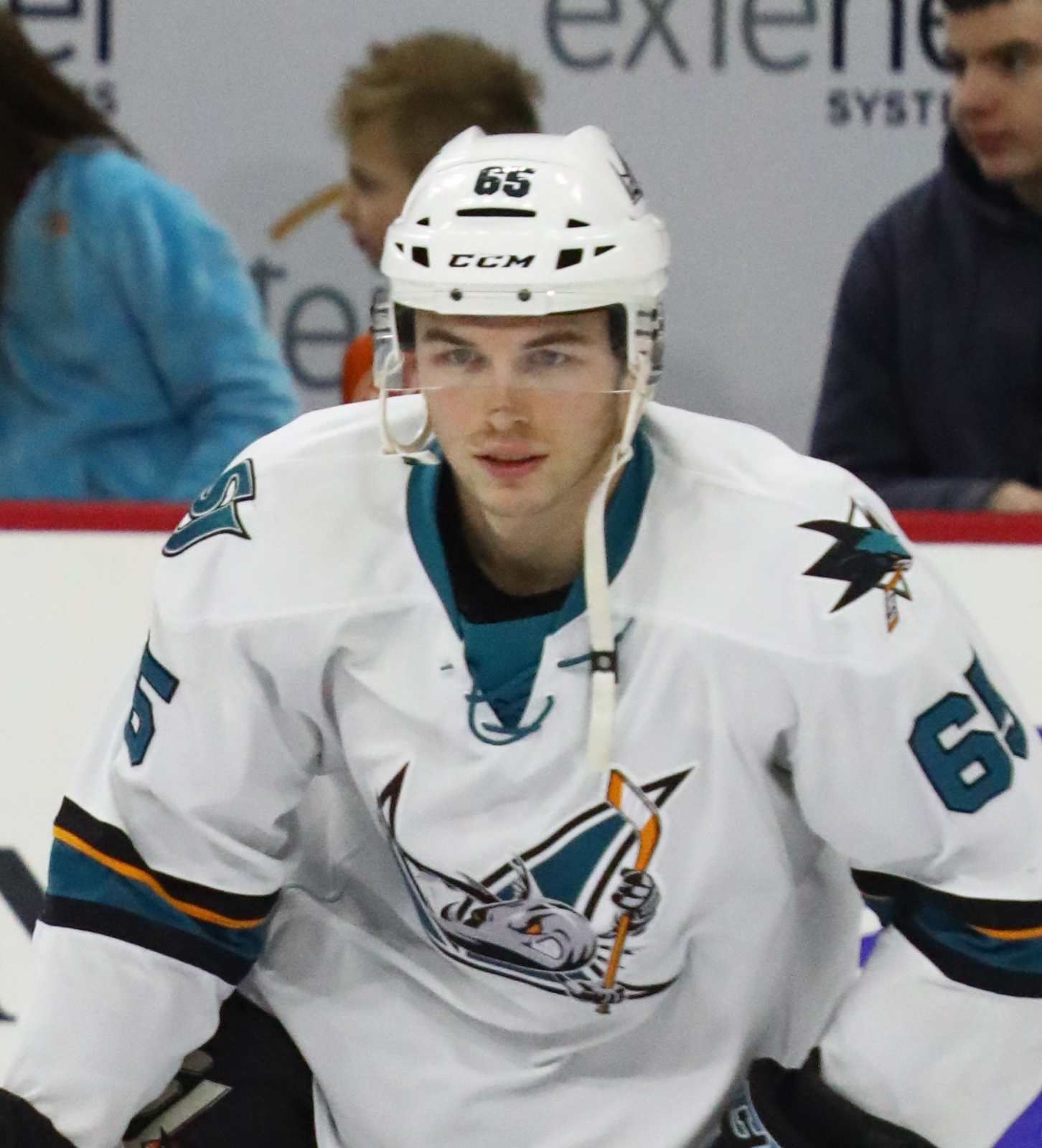
Daniel O’Regan (* 1994)

- O’Regan, Noel Charles (* 1941), irischer Ordensgeistlicher, emeritierter römisch-katholischer Bischof von Ndola
- O’Regan, Patrick (* 1958), australischer Geistlicher, römisch-katholischer Erzbischof von Adelaide
- O’Regan, Seamus (* 1971), kanadischer Fernsehmoderator und Politiker
- O’Regan, Tom (* 1961), US-amerikanischer Eishockeyspieler
- Oreggia, Marco (* 1986), österreichischer Radrennfahrer
- Oreglia di Santo Stefano, Luigi (1828–1913), italienischer Geistlicher und Kurienkardinal der römisch-katholischen Kirche
- Oreglia, Giacomo Stefano (1924–2007), italienischer Übersetzer, Biograf und Dozent
- Oregón Morales, José (* 1949), peruanischer Schriftsteller

### Orei
- Oreibasios († 403), griechischer Arzt
- Oreibelos, griechischer Töpfer
- Oreille, Alain (* 1953), französischer Rallyefahrer
- Oreiller, Ami (* 1987), Schweizer Skirennläufer
- Oreiller, Henri (1925–1962), französischer Skirennläufer
- O’Reilly Clashing, Christal (* 1989), antiguanische Schwimmerin
- O’Reilly Clashing, Karin (* 1992), antiguanische Schwimmerin
- O’Reilly, Ahna (* 1984), US-amerikanische Schauspielerin
- O’Reilly, Alejandro (1723–1794), spanischer Gouverneur des kolonialen Louisiana
- O’Reilly, Andreas von (1742–1832), k. k. General der Kavallerie und Kommandeur des Maria-Theresia-Ordens
- O’Reilly, Bernard (1803–1856), irisch-US-amerikanischer römisch-katholischer Geistlicher, 2. Bischof von Hartford
- O’Reilly, Bill (* 1949), US-amerikanischer FernsehmoderatorBill O’Reilly (* 1949)

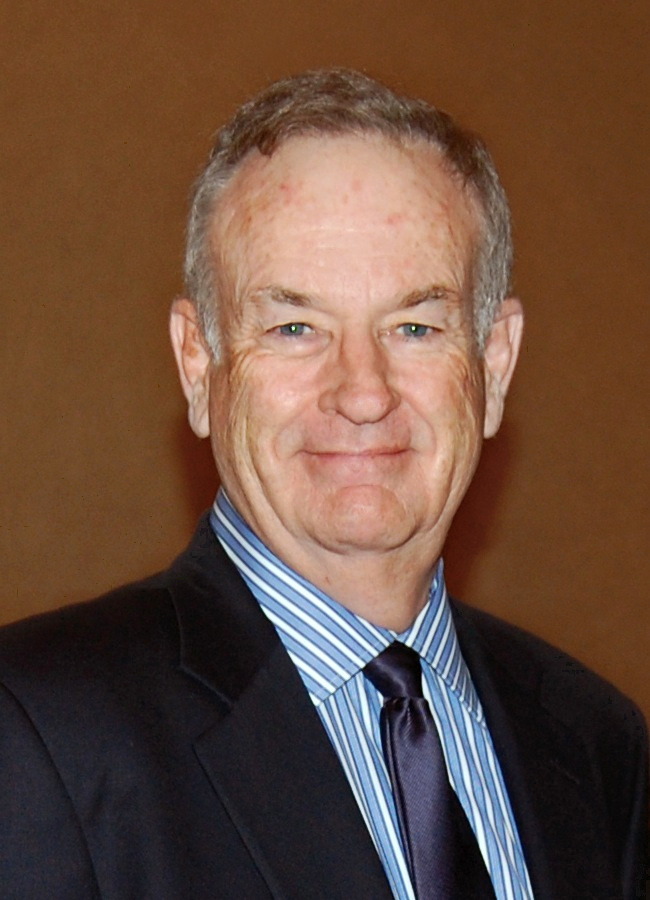
Bill O’Reilly (* 1949)

- O’Reilly, Brie (* 1998), kanadische Volleyballspielerin
- O’Reilly, Cal (* 1986), kanadischer Eishockeyspieler
- O’Reilly, Charles Joseph (1860–1923), US-amerikanischer katholischer Bischof
- O’Reilly, Cody (* 1988), US-amerikanischer Radrennfahrer
- O’Reilly, Colm (* 1935), irischer Geistlicher und römisch-katholischer Bischof von Ardagh
- O’Reilly, Cyril (* 1958), US-amerikanischer Schauspieler und Filmproduzent
- O’Reilly, Daniel, US-amerikanischer Schauspieler, Filmproduzent und Lehrer
- O’Reilly, Daniel (1838–1911), US-amerikanischer Jurist und Politiker
- O’Reilly, Emily (* 1957), irische Journalistin und Autorin, Bürgerbeauftragte der Europäischen Union
- O’Reilly, Erin Allin, US-amerikanische Schauspielerin
- O’Reilly, Finbarr (* 1971), kanadisch-britischer Journalist, Fotograf, Dokumentarfilmer und Autor
- O’Reilly, Franz Karl (1763–1802), irischer Arzt
- O’Reilly, Genevieve (* 1977), irisch-australische SchauspielerinGenevieve O’Reilly (* 1977)

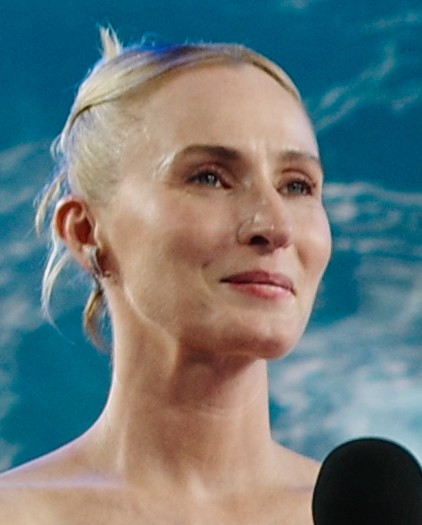
Genevieve O’Reilly (* 1977)

- O’Reilly, Gerald († 1915), Oberbürgermeister von Dublin
- O’Reilly, Heather (* 1985), US-amerikanische Fußballnationalspielerin
- O’Reilly, James (1855–1934), irischer Geistlicher, Bischof von Fargo
- O’Reilly, Joe (* 1955), irischer Politiker
- O’Reilly, Kieran (* 1952), irischer Ordensgeistlicher, römisch-katholischer Erzbischof von Cashel und Emly
- O’Reilly, Kyle (* 1987), kanadischer Wrestler
- O’Reilly, Louise (* 1973), irische Politikerin (Sinn Féin)
- O’Reilly, Maddy (* 1990), US-amerikanische Pornodarstellerin
- O’Reilly, Michael (* 1993), irischer Boxer
- O’Reilly, Nico (* 2005), englischer Fußballspieler
- O’Reilly, Patrick (1906–1994), irischer Politiker
- O’Reilly, Patrick Thomas (1833–1892), irisch-amerikanischer Geistlicher und römisch-katholischer Bischof von Springfield
- O’Reilly, Peter (1827–1905), britischer Verwaltungsangestellter, Sheriff und Richter in Kanada
- O’Reilly, Philip Leo (* 1944), irischer Geistlicher, römisch-katholischer Bischof von Kilmore
- O’Reilly, Robert (* 1950), US-amerikanischer Schauspieler
- O’Reilly, Rory (* 1955), US-amerikanischer Radrennfahrer
- O’Reilly, Ryan (* 1986), britischer Singer-Songwriter mit irischen Wurzeln
- O’Reilly, Ryan (* 1991), kanadischer Eishockeyspieler
- O’Reilly, Samuel († 1908), irisch-US-amerikanischer Erfinder und Tätowierer
- O’Reilly, Susie (1881–1960), australische Ärztin
- O’Reilly, Terry (* 1951), kanadischer Eishockeyspieler
- O’Reilly, Thomas Charles (1873–1938), US-amerikanischer Geistlicher
- O’Reilly, Tim (* 1954), irischer Verleger
- O’Reilly, Tony (1936–2024), irischer Rugbyspieler und Unternehmer
- O’Reilly, Valli, Maskenbildnerin
- O’Reilly, Wilf (* 1964), britischer Shorttracker
- Oreiro, Natalia (* 1977), uruguayisch-russische Sängerin und SchauspielerinNatalia Oreiro (* 1977)

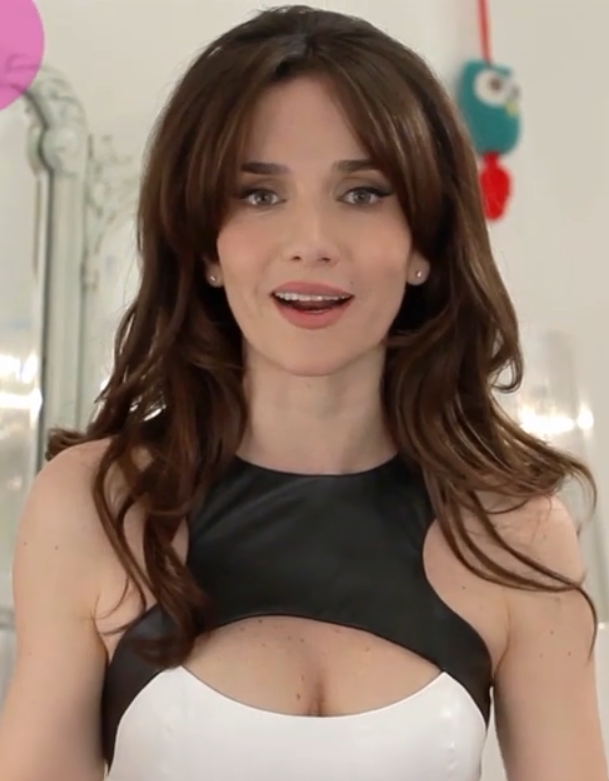
Natalia Oreiro (* 1977)

### Orej
- Oreja Aguirre, Marcelino (* 1935), spanischer Politiker, MdEP
- Orejas-Miranda, Braulio (1933–1985), uruguayischer Herpetologe, Naturschützer und Pädagoge
- Orejón y Aparicio, José de († 1765), peruanischer Komponist
- Orejuela, Luis Manuel (* 1995), kolumbianischer Fußballspieler

### Orel
- Orel, Alfred (1889–1967), österreichischer Musikwissenschaftler
- Orel, Anna Maria (* 1996), estnische Leichtathletin
- Orel, Anton (1881–1959), österreichischer Soziologe, Geschichtsphilosoph und Antisemit
- Orel, Anton (1914–1948), slowenischer Opernsänger in der Stimmlage Bass und Bariton
- Orel, Eduard (1841–1892), österreichischer Seeoffizier, Entdecker und Polarfahrer
- Orel, Eduard von (1877–1941), österreichisch-italienischer Militärkartograf der österreichischen Armee und Erfinder des Stereoautografen
- Orélien, Thélyson (* 1988), haitianisch-kanadischer Schriftsteller und Journalist
- O’Rell, Max (1847–1903), französischer Autor
- Orellana Contreras, Manuel María (1870–1940), guatemaltekischer Präsident
- Orellana Mercado, Ángel Edmundo (* 1948), honduranischer Minister
- Orellana Pinto, José María (1872–1926), guatemaltekischer Präsident
- Orellana Ricaurte, Luis Enrique (1914–1997), ecuadorianischer römisch-katholischer Ordensgeistlicher, Weihbischof in Quito
- Orellana, Fabián (* 1986), chilenischer Fußballspieler
- Orellana, Francisco de (1511–1546), spanischer KonquistadorFrancisco de Orellana (1511–1546)

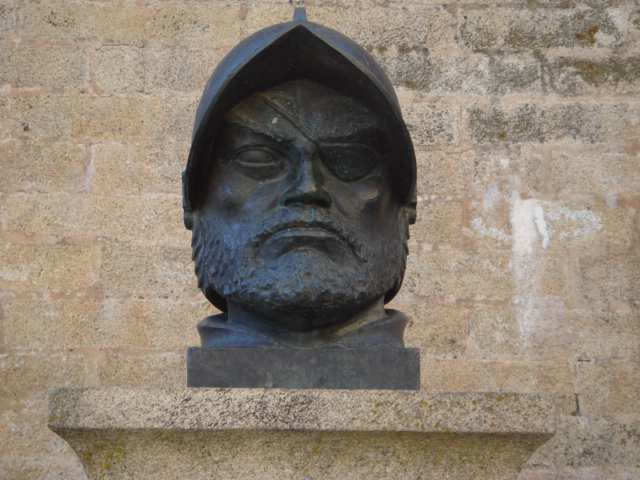
Francisco de Orellana (1511–1546)

- Orellana, Joaquín, guatemaltekischer Komponist
- Orellana, Jonathan (* 1979), chilenischer Fußballspieler
- Orellana, Juan Carlos (1955–2022), chilenischer Fußballspieler
- Orellana, Marcos A. (* 1971), Experte für internationales Umweltrecht, Professor an der George Washington University und UN-Sonderberichterstatter zu Giftstoffen und Menschenrechten
- Orellana, Nicolás (* 1994), chilenischer Fußballspieler
- Orelli, Aloys von (1827–1892), Schweizer Rechtswissenschaftler
- Orelli, Anny von (1890–1968), schweizerisch-deutsche Schauspielerin
- Orelli, Giorgio (1921–2013), Schweizer Schriftsteller, Literaturkritiker und Übersetzer
- Orelli, Giovanni (1928–2016), Schweizer Schriftsteller und Dichter
- Orelli, Giuseppe Antonio Felice, Schweizer Maler
- Orelli, Hans Conrad von (1770–1826), Schweizer evangelischer Geistlicher und Hochschullehrer
- Orelli, Hans Konrad von (1846–1912), Schweizer Theologe, Hochschullehrer (Basel) und Pfarrer
- Orelli, Johann Caspar von (1787–1849), Schweizer Klassischer Philologe
- Orelli, Konrad von (1788–1854), Schweizer Romanist und Mediävist
- Orelli, Marco von (* 1970), Schweizer Improvisations- und Jazzmusiker (Trompete, Kornett, Komposition, Bandleader)
- Orelli, Simone, Schweizer Gouverneur
- Orelli, Stephanie von (* 1966), Schweizer Ärztin
- Orelli-Rinderknecht, Susanna (1845–1939), Schweizer Abstinenzlerin
- Orelsan (* 1982), französischer Rapper

### Orem
- Orem, Dorothea (1914–2007), US-amerikanische Pflegewissenschaftlerin
- Oremans, Miriam (* 1972), niederländische Tennisspielerin
- Oremo, Johan (* 1986), schwedischer Fußballspieler
- Oremović, Mia (1918–2010), jugoslawische bzw. kroatische Schauspielerin

### Oren
- Ören, Aras (* 1939), türkisch-deutscher SchriftstellerAras Ören (* 1939)

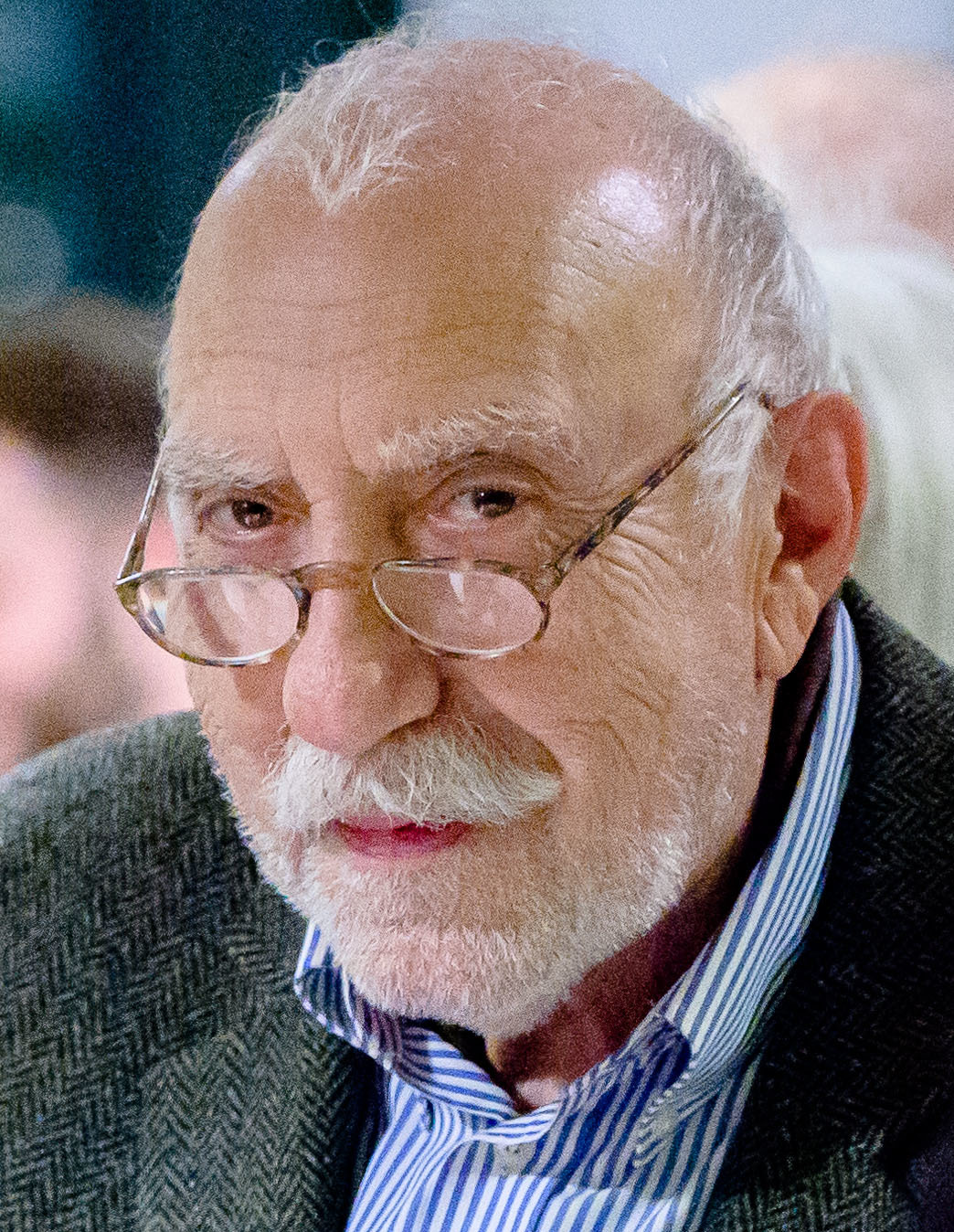
Aras Ören (* 1939)

- Oren, Daniel (* 1955), israelischer Dirigent
- Oren, David C. (* 1953), US-amerikanischer Ornithologe
- Oren, Doron (* 1969), israelischer Sänger
- Ören, Fikret (* 1969), türkischer Skilangläufer
- Orén, Isy (* 1946), deutsche Sängerin und Schauspielerin
- Oren, Michael (* 1955), israelischer Diplomat, Autor, Historiker und Politiker der Partei Kulanu
- Oren, Mordechai (1905–1985), israelischer Journalist und Politiker
- Oren, Ram (* 1936), israelischer Jurist, Journalist, Autor und Verleger
- Ören, Sinan (* 1987), türkischer Fußballspieler
- Ören, Sinan (* 1998), türkischer Leichtathlet
- Orendáin, Juan Bautista de (1683–1734), spanischer Politiker und Ministerpräsident
- Orender, Donna, US-amerikanische Funktionärin; Präsidentin der WNBA
- Orendi, Benno (1918–1948), rumänischer KZ-Arzt
- Orendi-Hommenau, Viktor (1870–1954), rumäniendeutscher Journalist, Schriftsteller, Übersetzer und Kulturpolitiker
- Orendorff, George (1906–1984), US-amerikanischer Jazztrompeter
- Orendorz, Dieter (* 1992), deutscher EishockeyspielerDieter Orendorz (* 1992)

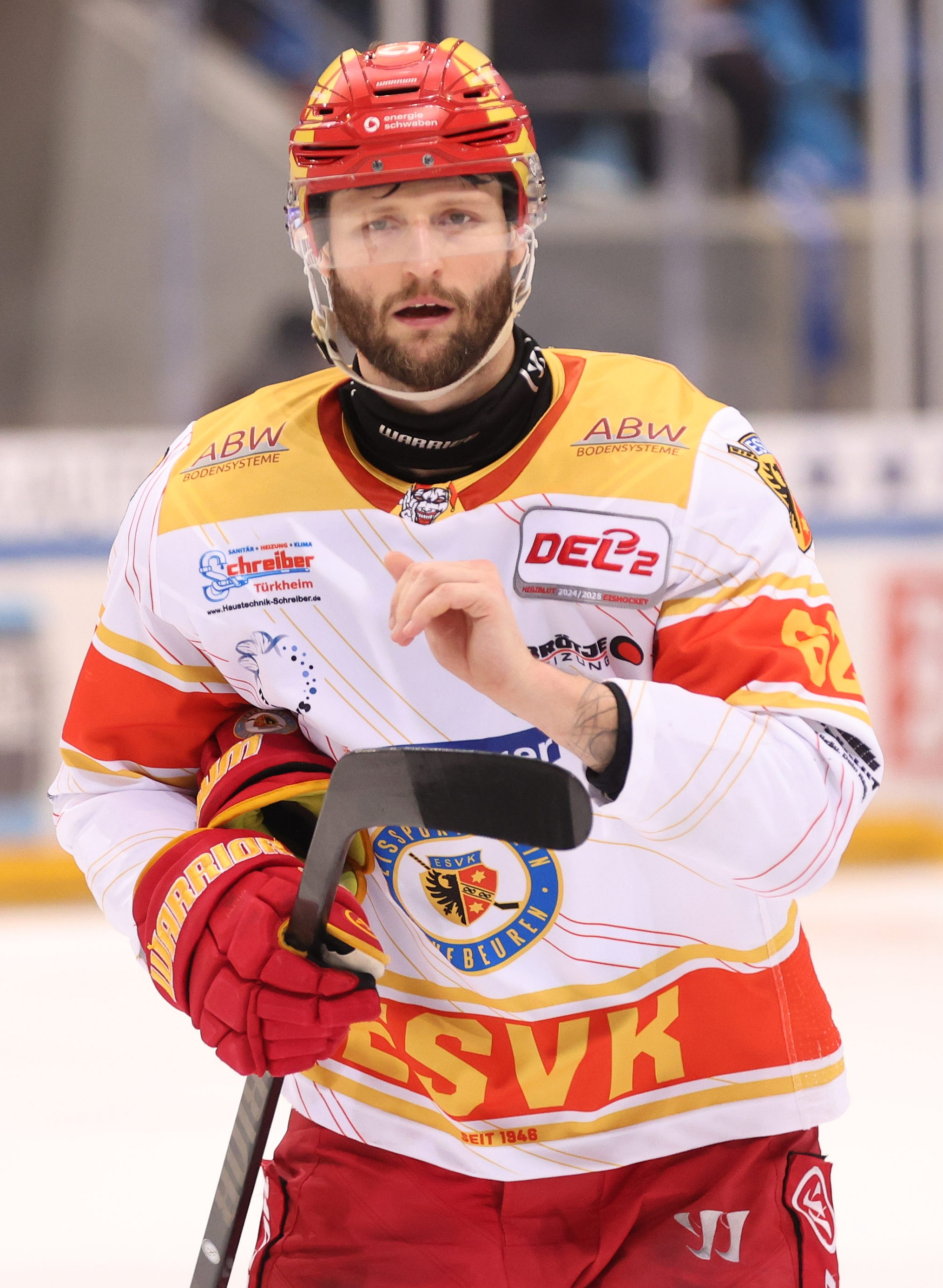
Dieter Orendorz (* 1992)

- Orendorz, Kevin (* 1995), deutscher Eishockeyspieler
- Orendorz, Rebecca (* 1993), deutsche Eishockeyspielerin
- Orenga, Juan Antonio (* 1966), spanischer Basketballspieler und -trainer
- Orengo, Lorenzo (1838–1909), italienischer Bildhauer
- Orengo, Luigi (1865–1940), italienischer Bildhauer
- Orenhas, Guilherme (* 1998), brasilianischer Mittelstreckenläufer
- Oreni, Paolo (* 1979), italienischer Organist
- Orenstein, Arbie (* 1937), US-amerikanischer Musikwissenschaftler und Pianist
- Orenstein, Benno (1851–1926), deutscher Kaufmann und Maschinenbau-UnternehmerBenno Orenstein (1851–1926)

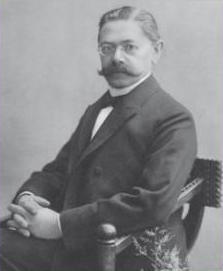
Benno Orenstein (1851–1926)

- Orenstein, Henry (1923–2021), polnisch-amerikanischer Erfinder und Pokerspieler
- Orenstein, Norman (* 1945), kanadischer Komponist
- Orent, Kerry, US-amerikanischer Film- und Fernsehproduzent
- Orent, Milt (1918–1975), US-amerikanischer Musiker (Kontrabass), Arrangeur und Liedtexter

### Orer
- Orero, Pilar (* 1959), spanische Übersetzungswissenschaftlerin

### Ores
- Orešar, Bruno (* 1967), kroatischer Tennisspieler
- Oreščanin, Filip (* 1992), kroatischer Eishockeyspieler
- Oreščanin, Siniša (* 1972), kroatischer Fußballspieler und -trainer
- Orescharski, Plamen (* 1960), bulgarischer Politiker
- Oreschin, Pjotr Wassiljewitsch (1887–1938), russischer Dichter
- Oreschkin, Alexander Lwowitsch (* 1961), russischer Dartspieler
- Oreschkin, Maxim Stanislawowitsch (* 1982), russischer Manager und Politiker
- Oreschkow, Philipp Seliwerstowitsch (1899–1983), sowjetischer Kulturoffizier im Zweiten Weltkrieg
- Oresius, Bischof von Marseille
- Oreskes, Michael (* 1954), US-amerikanischer Journalist
- Oreskes, Naomi (* 1958), US-amerikanische Geologin und Wissenschaftshistorikerin
- Orešković, Marko (* 2004), kroatischer Sprinter
- Orešković, Tihomir (* 1966), kroatischer Ministerpräsident
- Oreskovich, Alesha (* 1972), US-amerikanisches Model
- Oreskovich, Victor (* 1986), kanadischer Eishockeyspieler
- Oresme, Nikolaus von († 1382), französischer Bischof, Naturwissenschaftler und PhilosophNikolaus von Oresme († 1382)

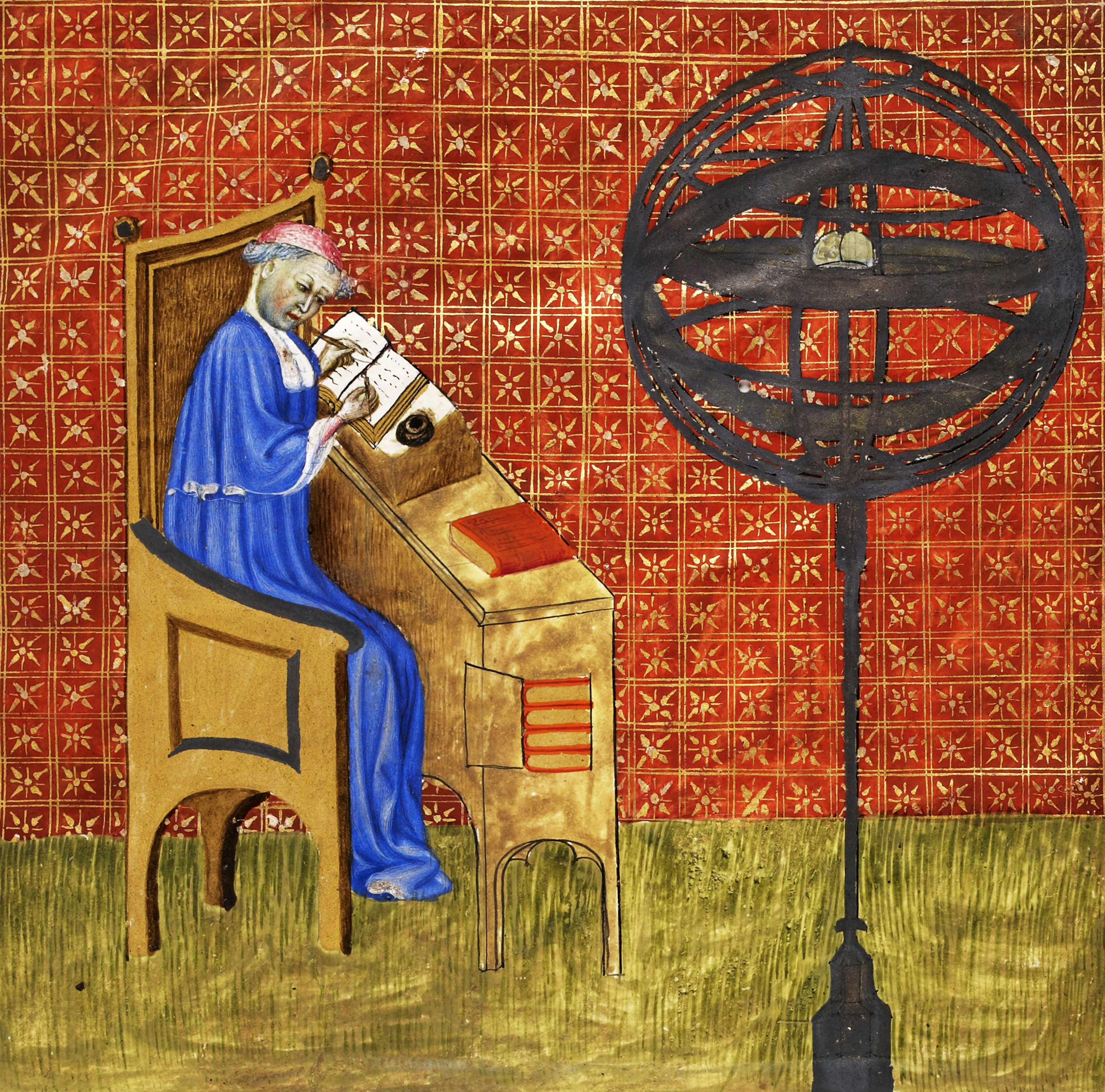
Nikolaus von Oresme († 1382)

- Oreste, Michel (1859–1918), Präsident von Haiti
- Orestes, orthodoxer Patriarch von Jerusalem
- Orestes († 396 v. Chr.), Sohn des Archelaos I. von Makedonien
- Orestes, Präfekt der römischen Provinz Aegyptus im Jahr 415
- Orestes († 476), römischer Feldherr und Heermeister zur Zeit des Untergangs des weströmischen Reiches
- Orestilla, Aurelia, römische Frau, die im Zusammenhang mit der catilinarischen Verschwörung steht

### Orey
- Orey, Fritz d’ (1938–2020), brasilianischer Automobilrennfahrer
- Oreyzi, Seyed Mohammad (1959–2020), iranischer Architekt und Künstler